# キャヴェンディッシュ家

キャヴェンディッシュ家の紋章

キャヴェンディッシュ家（英語: Cavendish family[ˈkævəndɪʃ]）は、イギリスの貴族の家系。16世紀の宗教改革時代の修道院解散で巨万の富を築き、17世紀から貴族に列した。2020年現在世襲貴族の爵位を持つキャヴェンディッシュ家にデヴォンシャー公爵家(イングランド貴族)、ウォーターパーク男爵家(アイルランド貴族)、チェシャム男爵家(グレートブリテン貴族)の3つがある。またデヴォンシャー公爵家の分流の一人ヒュー・キャヴェンディッシュが1990年に一代貴族ファーネスのキャヴェンディッシュ男爵に叙位されている。かつてニューカッスル＝アポン＝タイン公爵(イングランド貴族)を保有した分家もあったが、これは廃絶している。

## 歴史

### 貴族になる前のキャヴェンディッシュ家
「キャヴェンディッシュ」の名はアングロサクソン語に由来し、サフォーク・キャヴェンディッシュの地名に由来する。ここは1086年のドゥームズデイ・ブックにKavandiscとして記録され、1242年にはCavenedisと記録されている。この言葉は「Cafnaの牧草地」を意味する。Cafnaというのは7世紀以前の古い個人名であり、「大胆」を意味するCafから派生した言葉である。ediscは囲い込む牧草地を意味する。その後「Candish」や「Cavendish」と表記されるようになった。
キャヴェンディッシュ家はノルマン騎士ロバート・ド・ジャーノン(Robert de Gernon)の子孫にあたる。このロバートの息子のグリムストン・ホール(Grimston Hall)のロバート・ド・ジャーノンは、キャヴェンディッシュのジョン・ポトン(John Potton)の女子相続人と結婚し、キャヴェンディッシュの土地を手に入れた。その息子たちがキャヴェンディッシュの土地の名を姓にするようになった。
キャヴェンディッシュ家の祖であるサー・ジョン・キャヴェンディッシュ(1346頃–1381)は、リチャード2世の治世の1372年から1381年にかけて王座部裁判所長官を務めたがワット・タイラーの乱で殺害されている。その子孫のトマス・キャヴェンディッシュ (-1523)はヘンリー8世の時代に財務控訴裁判所(Court of Exchequer)のパイプ・ロール書記官を務めた。その息子ジョージ・キャヴェンディッシュ(1500–1562頃)は枢機卿トマス・ウルジーの伝記を書いた。その弟ウィリアム・キャヴェンディッシュ(1505–1557)は、財務省官僚として修道院解散による土地没収からの横領でキャヴェンディッシュ家の巨額の財を築いた。その3番目の妻ハードウィックのベスは、エリザベス1世時代に最も有力な人物の一人となった。彼らは1549年にダービーシャー・チャッツワースの土地を購入し、1552年に同地にチャッツワース・ハウスを建設した。
夫妻の長男ヘンリー・キャヴェンディッシュ(1550–1616)の子孫はウォーターパーク男爵家となり、お気に入りの次男ウィリアム・キャヴェンディッシュ(1552–1626)は、1608年にベスが死去した時にノッティンガムシャーのワークソップやオールドコーツ、チャッツワースやハードウィック・ホールといった重要な4つの邸宅を相続し、デヴォンシャー公爵家（とその分流チェシャム男爵）の祖となる。三男チャールズ・キャヴェンディッシュ(1553頃–1617)は、ニューカッスル＝アポン＝タイン公爵家（後に廃絶）の祖となった。

### デヴォンシャー公キャヴェンディッシュ家
ウィリアム・キャヴェンディッシュは、1605年5月4日にイングランド貴族ハードウィックのキャヴェンディッシュ男爵(Baron Cavendish of Hardwicke)、1618年8月7日にデヴォンシャー伯爵(Earl of Devonshire)に叙位された。その曽孫ウィリアム・キャヴェンディッシュ(1640–1707)は、名誉革命の貢献で1694年5月12日にイングランド貴族デヴォンシャー公爵(Duke of Devonshire)とハーティントン侯爵(Marquess of Hartington)に叙位された。その後分流の貴族が爵位を継承した関係で連合王国貴族バーリントン伯爵やケイリーのケイリーのキャヴェンディッシュ男爵(Baron Cavendish of Keighley, of Keighley)も従属爵位に加えて2020年現在まで存続している。チャッツワース・ハウスも所有し続けている。2020年現在の当主は第12代デヴォンシャー公爵ペリグリン・キャヴェンディッシュ(1944-)である。

### ニューカッスル公キャヴェンディッシュ家
チャールズ・キャヴェンディッシュの子ウィリアム・キャヴェンディッシュ(1592–1676)は1620年10月29日にイングランド貴族ノッティンガム州におけるマンスフィールドのマンスフィールド子爵(Viscount Mansfield, of Mansfield in the County of Nottingham)、ノーサンバーランド州におけるボサルのボサルのオーグル男爵(Baron Ogle of Bothal, of Bothal in the County of Northumberland)に叙位され、1628年3月7日にニューカッスル＝アポン＝タイン伯爵(Earl of Newcastle-upon-Tyne)とダービー州におけるボルソーバーのキャヴェンディッシュ男爵( Baron Cavendish of Bolsover, of Bolsover in the County of Derby)、1643年10月27日にニューカッスル＝アポン＝タイン侯爵(Marquess of Newcastle-upon-Tyne)に叙位された。王政復古後の1665年3月16日にニューカッスル＝アポン＝タイン公爵(Duke of Newcastle-upon-Tyne)、オーグル伯爵(Earl of Ogle)に叙位された。
しかしその息子の第2代ニューカッスル＝アポン＝タイン公爵ヘンリー・キャヴェンディッシュ(1630–1691)が男子相続人なく死去したことで全爵位が廃絶した。

### ウォーターパーク男爵キャヴェンディッシュ家
ヘンリー・キャヴェンディッシュの来孫でアイルランド議会の議員のヘンリー・キャヴェンディッシュ(1707–1776)は、1755年5月7日にグレートブリテン準男爵位の(ダービー州ダヴリッジの)準男爵(Baronet, of Doveridge in the County of Derby)に叙位された。その息子の第2代準男爵サー・ヘンリー・キャヴェンディッシュ(1732–1804)の妻のサラ・キャヴェンディッシュ(1740-1807)は、1792年6月15日にアイルランド貴族コーク県におけるウォーターパークのウォーターパーク女男爵(Baroness Waterpark, of Waterpark in the County of Cork)に叙位された。2020年現在まで存続しており、現在の当主は第8代ウォーターパーク男爵ロデリック・アレクサンダー・キャヴェンディッシュ(1959-)である。

### チェシャム男爵キャヴェンディッシュ家
デヴォンシャー公爵家の分流にあたるチャールズ・キャヴェンディッシュ(1793–1863)は、1858年1月15日に連合王国貴族バッキンガム州におけるチェシャムのチェシャム男爵(Baron Chesham, of Chesham in the County of Buckingham)に叙位された。2020年現在まで存続しており、現在の当主は第7代チェシャム男爵チャールズ・キャヴェンディッシュ(1974-)である。

### 一代貴族のキャヴェンディッシュ家
9代デヴォンシャー公ヴィクター・キャヴェンディッシュの弟の孫ヒュー・キャヴェンディッシュ(1941-)は1990年5月17日に一代貴族ファーネスのキャヴェンディッシュ男爵(Baron Cavendish of Furness)に叙位されている。

## 系譜
- サー・ジョン・キャヴェンディッシュ（英語版）  (1346頃–1381)
  - サー・ジョン・キャヴェンディッシュ
    - ウィリアム・キャヴェンディッシュ (-1433)
      - トマス・キャヴェンディッシュ (-1477)
        - トマス・キャヴェンディッシュ (-1523)
          - ジョージ・キャヴェンディッシュ（英語版） (1500–1562頃)
            - ウィリアム・キャヴェンディッシュ
              - マイケル・キャヴェンディッシュ（英語版） (1565頃–1628)

          - ウィリアム・キャヴェンディッシュ (1505–1557)
            - ヘンリー・キャヴェンディッシュ（英語版） (1550–1616)
              - ヘンリー・キャヴェンディッシュ (-1624)
                - フランシス・キャヴェンディッシュ (1618–1650)
                  - ヘンリー・キャヴェンディッシュ (1649–1698)
                    - ウィリアム・キャヴェンディッシュ (1682–1698)
                      - 初代準男爵サー・ヘンリー・キャヴェンディッシュ（英語版） (1707–1776)
                        - 2代準男爵サー・ヘンリー・キャヴェンディッシュ（英語版） (1732–1804) 初代ウォーターパーク女男爵サラ・キャヴェンディッシュと結婚
                          - 2代ウォーターパーク男爵リチャード・キャヴェンディッシュ (1765–1830)
                            - 3代ウォーターパーク男爵ヘンリー・キャヴェンディッシュ（英語版） (1793–1863)
                              - 4代ウォーターパーク男爵ヘンリー・アンソン・キャヴェンディッシュ（英語版） (1839–1912)
                                - 5代ウォーターパーク男爵チャールズ・フレデリック・キャヴェンディッシュ (1883–1932)

                            - リチャード・キャヴェンディッシュ（英語版）
                              - ウィリアム・トマス・キャヴェンディッシュ (1843-1878)
                                - 6代ウォーターパーク男爵ヘンリー・シェパード・ハート・キャヴェンディッシュ (1876–1948)
                                - フレデリック・ウィリアム・ローレンス・シェパード・ハート・キャヴェンディッシュ (1877-1931)
                                  - 7代ウォーターパーク男爵フレデリック・キャリル・フィリップ・キャヴェンディッシュ (1926–2013)
                                    - 8代ウォーターパーク男爵ロデリック・アレクサンダー・キャヴェンディッシュ (1959- )

                          - ジョージ・キャヴェンディッシュ（英語版） (1766–1849)
                          - オーガスタス・キャヴェンディッシュ＝ブラッドショー（英語版） (1768–1832)

            - 初代デヴォンシャー伯ウィリアム・キャヴェンディッシュ（英語版） (1552–1626)
              - 2代デヴォンシャー伯ウィリアム・キャヴェンディッシュ (1590頃–1628)
                - 3代デヴォンシャー伯ウィリアム・キャヴェンディッシュ (1617–1684)
                  - 初代デヴォンシャー公ウィリアム・キャヴェンディッシュ (1640–1707)
                    - 2代デヴォンシャー公ウィリアム・キャヴェンディッシュ (1672–1729)
                      - 3代デヴォンシャー公ウィリアム・キャヴェンディッシュ (1698–1755)
                        - 4代デヴォンシャー公ウィリアム・キャヴェンディッシュ (1720–1764)
                          - 5代デヴォンシャー公ウィリアム・キャヴェンディッシュ (1748–1811)
                            - カーライル伯夫人ジョージナ・ハワード（英語版） (1783–1858)
                            - グランヴィル伯夫人ハリエット・ルーソン＝ゴア（英語版） (1785–1862)
                            - 6代デヴォンシャー公ウィリアム・キャヴェンディッシュ（英語版） (1790–1858)

                          - ポートランド公夫人ドロシー・ベンティンク（英語版） (1750–1794)
                          - リチャード・キャヴェンディッシュ卿（英語版）
                          - 初代バーリントン伯ジョージ・オーガスタス・ヘンリー・キャヴェンディッシュ（英語版） (1754–1834)
                            - ウィリアム・キャヴェンディッシュ (1783–1812)
                              - 7代デヴォンシャー公ウィリアム・キャヴェンディッシュ（英語版） (1808–91)
                                - 8代デヴォンシャー公スペンサー・キャヴェンディッシュ (1833–1908)
                                - フレデリック・キャヴェンディッシュ卿 (1836–1882)
                                - エドワード・キャヴェンディッシュ卿（英語版） (1838–1891)
                                  - 9代デヴォンシャー公ヴィクター・クリスティアン・ウィリアム・キャヴェンデイッシュ (1868–1938)
                                    - 10代デヴォンシャー公エドワード・キャヴェンディッシュ (1895–1950)
                                      - ハーティントン侯ウィリアム・ジョン・ロバート・キャヴェンディッシュ（英語版） (1917–1944)
                                      - 11代デヴォンシャー公アンドリュー・キャヴェンディッシュ（英語版） (1920–2004)
                                        - 12代デヴォンシャー公ペリグリン・キャヴェンディッシュ（英語版） (1944-)
                                          - バーリントン伯ウィリアム・キャヴェンディッシュ（英語版） (1969-)

                                  - リチャード・キャヴェンディッシュ卿（英語版） (1871–1946)
                                    - リチャード・エドワード・オズボーン・キャヴェンディッシュ (1917–1972)
                                      - ファーネスのキャヴェンディッシュ男爵ヒュー・キャヴェンディッシュ（英語版） (1941-)

                              - ジョージ・ヘンリー・キャヴェンディッシュ卿（英語版） (1810–1880)

                            - ジョージ・ヘンリー・コンプトン・キャヴェンディッシュ（英語版） (1784–1809)
                            - ヘンリー・フレデリック・コンプトン・キャヴェンディッシュ（英語版） (1789–1873)
                            - 初代チェシャム男爵チャールズ・キャヴェンディッシュ（英語版） (1793–1863)
                              - 2代チェシャム男爵ウィリアム・キャヴェンディッシュ（英語版） (1815–1882)
                                - 3代チェシャム男爵チャールズ・キャヴェンディッシュ（英語版） (1850–1907)
                                  - 4代チェシャム男爵ジョン・キャヴェンディッシュ (1894–1952)
                                    - 5代チェシャム男爵ジョン・キャヴェンディッシュ（英語版） (1916–1989)
                                      - 6代チェシャム男爵ニコラス・キャヴェンディッシュ（英語版） (1941–2009)
                                        - 7代チェシャム男爵チャールズ・キャヴェンディッシュ（英語版） (1974-)

                        - ジョージ・オーガスタス・キャヴェンディッシュ卿（英語版） (1727頃–1794)
                        - フレデリック・キャヴェンディッシュ卿（英語版） (1729–1803)
                        - ジョン・キャヴェンディッシュ卿（英語版） (1734–1796)

                      - ジェイムズ・キャヴェンディッシュ卿（英語版） (1701–1741)
                      - チャールズ・キャヴェンディッシュ卿（英語版） (1704–1783)
                        - ヘンリー・キャヴェンディッシュ (1731–1810)

                    - ヘンリー・キャヴェンディッシュ卿（英語版） (1673–1700)
                    - ジェイムズ・キャヴェンディッシュ卿（英語版） (1678頃–1751)

            - サー・チャールズ・キャヴェンディッシュ (1553頃–1617)
              - 初代ニューカッスル公ウィリアム・キャヴェンディッシュ (1592–1676)
                - ジェーン・キャヴェンディッシュ（英語版） (1621–1669)
                - マンスフィールド子爵チャールズ・キャヴェンディッシュ（英語版） (1626頃–1659)
                - 2代ニューカッスル公ヘンリー・キャヴェンディッシュ (1630–1691)
                  - アルベマール公夫人エリザベス・マンク（英語版） (1654–1734)
                  - オーグル伯ヘンリー・キャヴェンディッシュ (1659–1680)
                  - ニューカッスル公夫人マーガレット・ホリス（英語版） (1661–1716)
                    - オックスフォード伯夫人ヘンリエッタ・ハーレー（英語版） (1694–1755)
                      - ポートランド公夫人マーガレット・ベンティンク（英語版） (1715–1785)
                        - 3代ポートランド公ウィリアム・キャヴェンディッシュ＝ベンティンク (1738–1809)

                - ブリッジウォーター伯夫人エリザベス・エジャートン (1626–1663)

              - チャールズ・キャヴェンディッシュ（英語版） (1594頃–1654)